# Emmaboda kommun
Emmaboda kommun är en kommun i Kalmar län.
Emmaboda kommun ligger ungefär lika långt från Kalmar, Karlskrona och Växjö, och har järnvägsförbindelser med samtliga.
Kommunen gränsar till kommunerna Nybro, Tingsryd, Lessebo, Kalmar, Torsås, Karlskrona och Ronneby.

## Administrativ historik
Kommunens område motsvarar socknarna: Algutsboda, Långasjö och  Vissefjärda. I dessa socknar bildades vid kommunreformen 1862 landskommuner med motsvarande namn. 
1930 bildades Emmaboda köping genom en utbrytning ur Vissefjärda landskommun.
Vid kommunreformen 1952 uppgick Långasjö landskommun i Älmeboda landskommun.
1969 införlivades i Emmaboda köping landskommunerna Algutsboda och Vissefjärda, där området Algutsboda samtidigt överfördes från Kronobergs län till Kalmar län. 
Emmaboda kommun bildades vid kommunreformen 1971 av Emmaboda köping och delen Långasjö ut Älmeboda landskommun, där området Långasjö samtidigt överfördes från Kronobergs län till Kalmar län.
Kommunen ingick från bildandet till 1982 i Möre och Ölands domsaga och ingår från 1982 i Kalmar domsaga.

## Geografi

### Topografi och hydrografi
Naturen i området präglas av skogklädda moränområden, ibland med stora block och klippformationer. Den småkulliga terrängen visar oftast former i moräntäcket, då berggrunden under har slipats ner till en jämn yta. Lyckebyån följer en dalgång som är en av få isälvsavlagringar i området; en annan sådan finns söder om Vissefjärda, känd som Antamåla rör och bestående av stora block. I norra delen av kommunen finns även våtmarksområden. De större mossarna, som Algutsboda fly och Bullefly, utgjordes ursprungligen av sjöar som nu är igenvuxna. En annan typ av våtmark, maderna, uppstår i översvämningsområden längs åar och sjöar. Förr användes maderna för slåtter.
I kommunen finns ett stort antal sjöar. Fler än 100 av dessa är större än en hektar. Tomeshultagölen är klassad som ett Natura 2000-område. Sjön ingår i Lyckebyåns huvudavrinningsområde och avvattnas av vattendraget Linneforsån.

### Administrativ indelning
Fram till 2016 var kommunen för befolkningsrapportering indelad i fyra församlingar – Algutsboda, Emmaboda, Långasjö och Vissefjärda.

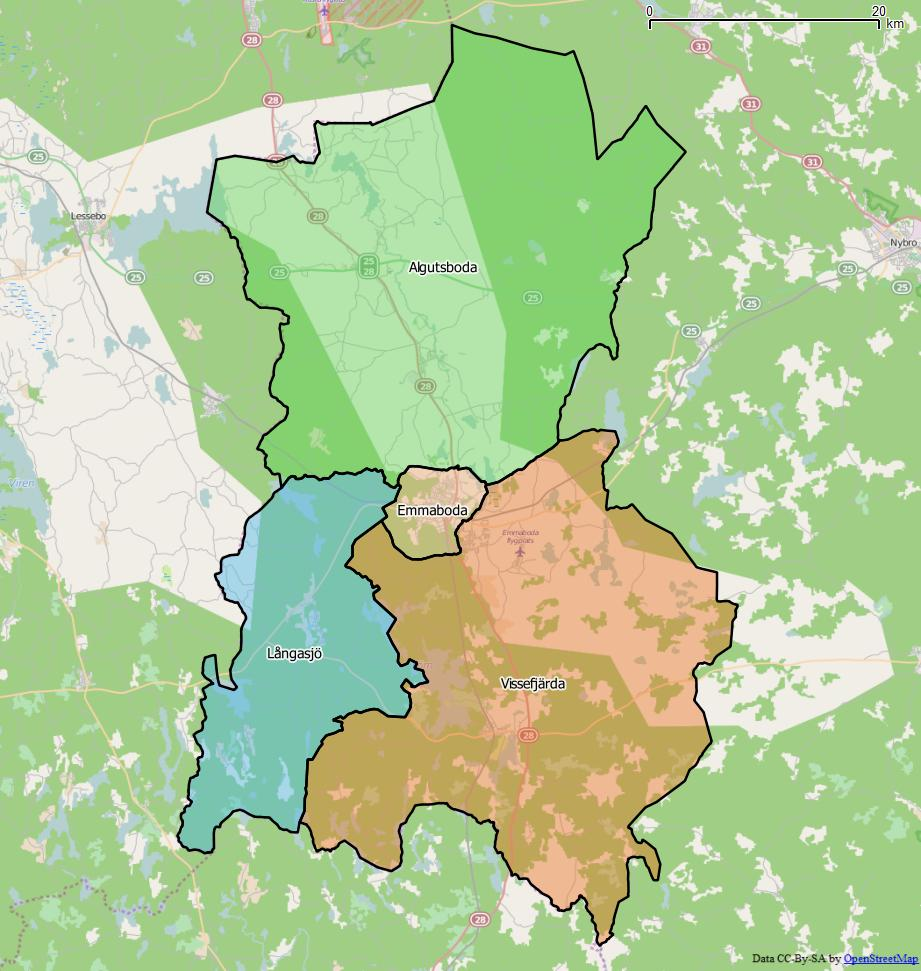
Distrikt (församlingar) inom Emmaboda kommun

Från år 2016 indelas kommunen istället i fyra  distrikt– Algutsboda, Emmaboda, Långasjö och Vissefjärda.

### Tätorter
Det finns fem tätorter i Emmaboda kommun – Emmaboda, Vissefjärda, Johansfors, Långasjö och Eriksmåla.

## Styre och politik

### Styre
Socialdemokraterna har sedan 1970 varit det största partiet i Emmaboda kommun och i valen 1982, 1994 och 2002 fick Socialdemokraterna egen majoritet.
1970-2010 var Centerpartiet det största partiet borgerliga partiet men från 2010 är det största borgerliga partiet Moderaterna. I valen 2002 och 2006 blev Kristdemokraterna det näst största borgerliga partiet som 1970-1994 hade varit det minsta partiet i fullmäktige och Moderaterna som det näst största borgerliga partiet, från 2010 är Centerpartiet däremot det näst största borgerliga partiet.
Alla riksdagspartier finns i Emmaboda kommunfullmäktige med undantaget för 2006 då Liberalerna åkte ur fullmäktige och 1991 då Ny demokrati saknades i Emmaboda.
I Emmaboda styr en mitten-högerkoalition bestående av Centerpartiet, Moderata samlingspartiet, Bästa Alternativet och Kristdemokraterna, i minoritet.
| År        | Partier | Partier | Partier | Partier | Partier | Antal mandat | Stödparti |
| --------- | ------- | ------- | ------- | ------- | ------- | ------------ | --------- |
| 1970-1973 | S       |         |         |         |         | 20 av 41     | V         |
| 1973-1976 | C       | M       | FP      | KD      |         | 21 av 41     |           |
| 1976-1979 | S       |         |         |         |         | 20 av 41     | V         |
| 1979-1982 | S       | KD      |         |         |         | 20 av 41     | V         |
| 1982-1985 | S       |         |         |         |         | 21 av 41     |           |
| 1985-1988 | S       |         |         |         |         | 20 av 41     | V         |
| 1988-1991 | C       | M       | FP      | MP      | KD      | 20 av 41     | PP        |
| 1991-1994 | C       | PP      | M       | FP      | KD      | 22 av 41     |           |
| 1994-1998 | S       |         |         |         |         | 21 av 41     |           |
| 1998-2002 | S       | V       |         |         |         | 22 av 41     |           |
| 2002-2006 | S       |         |         |         |         | 23 av 41     |           |
| 2006-2010 | S       | V       |         |         |         | 22 av 41     |           |
| 2010-2014 | S       | MP      |         |         |         | 21 av 41     |           |
| 2014-2015 | S       | V       | MP      |         |         | 22 av 41     |           |
| 2015-2018 | S       | V       |         |         |         | 20 av 41     |           |
| 2018-2018 | S       | V       |         |         |         | 19 av 41     |           |
| 2018-2021 | C       | M       | BA      | KD      |         | 18 av 41     |           |
| 2021-2022 | C       | M       | KD      |         |         | 15 av 41     |           |

### Kommunfullmäktige

#### Presidium
| Presidium 2022–2026    | Presidium 2022–2026 | Presidium 2022–2026 |
| ---------------------- | ------------------- | ------------------- |
| Ordförande             | S                   | Per Adolfsson       |
| Förste vice ordförande | S                   | Zeljka Krajinovic   |
| Andre vice ordförande  | KD                  | Gull-Britt Hellborg |

#### Mandatfördelning 1970–2022
|  | 20 | 13 | 3 | 4 |

| 36 |

| 2 | 18 | 14 | 2 |  | 4 |

| 35 | 6 |

|  | 20 | 13 | 2 |  | 4 |

| 35 | 6 |

|  | 19 | 13 | 2 |  | 5 |

| 31 | 10 |

|  | 21 |  | 11 |  |  | 5 |

| 27 | 14 |

|  | 20 |  | 10 | 2 |  | 6 |

| 29 | 12 |

|  | 19 | 2 |  | 11 | 2 |  | 4 |

| 27 | 14 |

|  | 17 |  | 8 | 8 |  |  | 4 |

| 30 | 11 |

|  | 21 |  | 5 | 7 |  |  | 4 |

| 27 | 14 |

| 3 | 19 |  | 4 | 6 |  | 3 | 4 |

| 23 | 18 |

| 2 | 23 |  | 6 |  | 4 | 4 |

| 24 | 17 |

| 2 | 20 |  | 8 | 5 | 5 |

| 25 | 16 |

| 2 | 20 |  |  | 7 |  | 2 | 7 |

| 26 | 15 |

| 2 | 18 | 2 | 4 | 6 |  |  | 7 |

| 24 | 17 |

| 2 | 15 |  | 5 | 3 | 7 |  | 7 |

| 23 | 18 |

| 2 | 14 |  | 7 | 8 | 2 | 7 |

| 23 | 18 |

### Nämnder

#### Kommunstyrelse
| Presidium 2022–2026    | Presidium 2022–2026 | Presidium 2022–2026   |
| ---------------------- | ------------------- | --------------------- |
| Ordförande             | C                   | Johan Jonsson         |
| Förste vice ordförande | M                   | Emma Åhlander Hansson |
| Andre vice ordförande  | S                   | Maria Ixcot Nilsson   |

#### Lista över kommunstyrelsens ordförande
Kommunstyrelsens ordförande är även kommunens kommunalråd.
| Namn | Namn                 | Från | Till | Politisk tillhörighet |
| ---- | -------------------- | ---- | ---- | --------------------- |
|      | Tage Johansson       | 1970 | 1973 | Socialdemokraterna    |
|      | Lennart Gustavsson   | 1973 | 1976 | Centerpartiet         |
|      | Anita Jonsson        | 1976 | 1988 | Socialdemokraterna    |
|      | Lennart Gustavsson   | 1988 | 1994 | Centerpartiet         |
|      | Karl-Erik Nilsson    | 1994 | 2006 | Socialdemokraterna    |
|      | Ann-Marie Fagerström | 2006 | 2018 | Socialdemokraterna    |
|      | Johan Jonsson        | 2018 |      | Centerpartiet         |

#### Övriga nämnder
| Nämnd                      | Ordförande | Ordförande            | Förste vice ordförande | Förste vice ordförande | Andre vice ordförande | Andre vice ordförande |
| -------------------------- | ---------- | --------------------- | ---------------------- | ---------------------- | --------------------- | --------------------- |
| Bildningsnämnden           | M          | Emma Åhlander Hansson | C                      | Jenny Rydberg          | S                     | Frida Larsson         |
| Bygg- och miljönämnden     | M          | Thomas Gustafsson     | C                      | Erling Karlsson        | S                     | Dragan Pavlovic       |
| Socialnämnden              | M          | Stefan Nyström        | C                      | Linda Johansson        | S                     | Per Adolfsson         |
| Teknik- och fritidsnämnden | C          | Bo Eddie Rossbol      | M                      | Hans Ohlsson           | S                     | Jarkko Pekkala        |
| Valnämnden                 | KD         | Gull-Britt Hellborg   | S                      | Annika Karlsson        |                       |                       |

### Valresultat 2022
| Parti                            | Valdistrikt    | Valdistrikt | Kommun  |
| Parti                            | Starkaste      | Andel       | Andel   |
| -------------------------------- | -------------- | ----------- | ------- |
| S                                | Emmaboda södra | 41,36 %     | 33,03 % |
| C                                | Långasjö       | 27,19 %     | 18,93 % |
| SD                               | Algutsboda     | 22,62 %     | 18,27 % |
| M                                | Emmaboda norra | 21,98 %     | 16,26 % |
| KD                               | Långasjö       | 6,84 %      | 4,63 %  |
| V                                | Emmaboda södra | 5,99 %      | 4,31 %  |
| MP                               | Algutsboda     | 2,62 %      | 2,03 %  |
| B-ALT                            | Emmaboda södra | 2,26 %      | 1,39 %  |
| L                                | Lindås         | 1,99 %      | 1,05 %  |
| Data hämtat från Valmyndigheten. |                |             |         |

Exklusive uppsamlingsdistrikt. Partier som fått mer än en procent av rösterna i minst ett valdistrikt redovisas.

## Ekonomi och infrastruktur

### Näringsliv

#### Industri
En stor andel av befolkningen i Emmaboda kommun är sysselsatta inom industrin, totalt 43 procent enligt uppgifter från år 2020. De flesta inom tillverkande företag som inom metall, trä- och glasindustri. De största företagen är Xylem-bolagen (ca 1200 anställda), Södra Wood (ca 225 anställda), AMB Industri (ca 200 anställda) samt Emmaboda Glas (ca 45 anställda).

#### Tjänster och turism
I Boda glasbruk finns sedan 2011 designmuseet The Glass Factory i glasbrukets tidigare lokaler.

### Infrastruktur

#### Transporter
Kommunen har en välutvecklad infrastruktur med flera viktiga väg- och järnvägsförbindelser. Riksväg 25 och 28, samt länsväg 120, är huvudvägarna som går genom kommunen.
Järnvägen Göteborg–Alvesta–Emmaboda genomkorsar kommunen. I centralorten förgrenar sig järnvägen till både Kalmar och Karlskrona.
Emmaboda flygplats ägs av Emmaboda kommun, i samarbete med det Karlskrona-baserade Förlags AB Albinsson & Sjöberg, Nordens största motorförlag. De driver ett motorcenter som är en knutpunkt för motorsportentusiaster och evenemang.
Utvandrarleden sträcker sig genom den sydvästra delen av kommunen.

## Befolkning

### Demografi

#### Befolkningsutveckling
Kommunen har 8 973 invånare (31 mars 2025), vilket placerar den på 236:e plats avseende folkmängd bland Sveriges kommuner.
| Befolkningsutvecklingen i Emmaboda kommun 1970–2020 | Befolkningsutvecklingen i Emmaboda kommun 1970–2020 | Befolkningsutvecklingen i Emmaboda kommun 1970–2020 | Befolkningsutvecklingen i Emmaboda kommun 1970–2020 | Befolkningsutvecklingen i Emmaboda kommun 1970–2020 |
| --------------------------------------------------- | --------------------------------------------------- | --------------------------------------------------- | --------------------------------------------------- | --------------------------------------------------- |
|                                                     |                                                     |                                                     |                                                     |                                                     |
| År                                                  |                                                     |                                                     | Folkmängd                                           |                                                     |
| 1970                                                | 1970                                                |                                                     | 11 787                                              |                                                     |
| 1975                                                | 1975                                                |                                                     | 11 699                                              |                                                     |
| 1980                                                | 1980                                                |                                                     | 11 324                                              |                                                     |
| 1985                                                | 1985                                                |                                                     | 10 854                                              |                                                     |
| 1990                                                | 1990                                                |                                                     | 10 689                                              |                                                     |
| 1995                                                | 1995                                                |                                                     | 10 358                                              |                                                     |
| 2000                                                | 2000                                                |                                                     | 9 772                                               |                                                     |
| 2005                                                | 2005                                                |                                                     | 9 543                                               |                                                     |
| 2010                                                | 2010                                                |                                                     | 9 187                                               |                                                     |
| 2015                                                | 2015                                                |                                                     | 9 090                                               |                                                     |
| 2020                                                | 2020                                                |                                                     | 9 360                                               |                                                     |

#### Utländsk bakgrund
Den 31 december 2014 utgjorde antalet invånare med utländsk bakgrund (utrikes födda personer samt inrikes födda med två utrikes födda föräldrar) 1 427, eller 15,84 % av befolkningen (hela befolkningen: 9 009 den 31 december 2014). Den 31 december 2002 utgjorde antalet invånare med utländsk bakgrund enligt samma definition 985, eller 10,17 % av befolkningen (hela befolkningen: 9 690 den 31 december 2002).

#### Invånare efter de vanligaste födelseländerna
Den 31 december 2014 utgjorde folkmängden i Emmaboda kommun 9 009 personer. Av dessa var 1 244 personer (13,8 %) födda i ett annat land än Sverige. I denna tabell har de nordiska länderna samt de 12 länder med flest antal utrikes födda (i hela riket) tagits med. En person som inte kommer från något av de här 17 länderna har istället av Statistiska centralbyrån förts till den världsdel som deras födelseland tillhör.
| Födelseland      | Födelseland                       | Födelseland |
| ---------------- | --------------------------------- | ----------- |
| 31 december 2014 |                                   |             |
| 1                | Sverige                           | 7 765       |
| 2                | Tyskland                          | 215         |
| 3                | Europeiska unionen: Övriga länder | 151         |
| 4                | Bosnien och Hercegovina           | 125         |
| 5                | Finland                           | 95          |
| 6                | Danmark                           | 84          |
| 7                | Polen                             | 72          |
| 8                | / SFR Jugoslavien/FR Jugoslavien  | 67          |
| 9                | Afghanistan                       | 59          |
| 10               | Asien: Övriga länder              | 54          |
| 11               | Thailand                          | 50          |
| 12               | Europa utom EU: Övriga länder     | 48          |
| 13               | Afrika: Övriga länder             | 45          |
| 13               | Syrien                            | 45          |
| 15               | Somalia                           | 39          |
| 16               | Norge                             | 17          |
| 17               | Iran                              | 16          |
| 17               | Nordamerika                       | 16          |
| 19               | Kina                              | 13          |
| 20               | Irak                              | 10          |
| 21               | Sydamerika                        | 9           |
| 22               | Island                            | 3           |
| 22               | Oceanien                          | 3           |
| 22               | Sovjetunionen                     | 3           |
| 22               | Turkiet                           | 3           |
| 26               | Okänt födelseland                 | 2           |

## Kultur

### Kulturarv
Bland fornlämningarna i kommunen återfinns Rostocka holme strax öster om Emmaboda vid gården Rostock. Det är en borgruin som omfattar fyra husgrunder och en större källargrop.
I Allgunås by finns flera fornlämningar, däribland en rund stenhög med en diameter på 17 m. Denna lämning kallas Kungagraven och sägnen säger: "I Allgunnås Västergård påstås en kung vara begraven. Han lades enligt sägnen vid sin död i tre kistor; en av guld, en av silver och en av koppar, vilka sattes i varandra. Han fick även sina rikedomar med sig i graven. I samma gård finns ett stenrör (röse) där flera personer uppgivit sig ha sett ljus om nätterna, åtföljt av ett dån. En nu avliden person lät plocka om hela röset för att finna den skatt som han trodde måste finnas där. Men resultatet blev klent, ty ingen skatt blev funnen."

### Kommunvapen
Blasonering: I fält av guld ett av kavlar bildat blått gaffelkors, åtföljt upptill och på vardera sidan av ett ospänt blått armborst.
Vapnet utformades av Svenska Kommunalheraldiska Institutet. Det fastställdes för Emmaboda köping den 6 november 1952 av Kungl Maj:t. Gaffelkorset syftar på Emmaboda som järnvägsknut. Armborsten kommer från Södra Möre härads 1500-talssigill som innehöll ett sådant. Att armborsten är ospända, liksom i yngre häradssigill men till skillnad från på 1500-talet, symboliserar att området efter Blekinges övergång till Sverige inte längre är en krigshärjad gränsbygd. Det registrerades för kommunen i PRV år 1974. 
Även Algutsboda landskommun hade ett vapen (fastställt den 25 mars 1960) vars blasonering löd I fält av silver två korslagda uppåtriktade blå glasblåsarpipor med anfångad röd glasmassa, i nedre vinkeln åtföljda av ett rött topografiskt barrskogstecken. Glasblåsarpiporna syftar på glasblåsning och de fyra glasbruk som fanns i landskommunen, medan barrskogstecknet syftar på skogsbruk. Detta vapen förlorade dock sin giltighet i samband med att landskommunen lades samman med Emmaboda.

Algutsboda landskommun (1960–1968)